# Sandra Hernández
Sandra Milena Hernández Trujillo (Bucaramanga, Santander, 27 de febrero de 1983) es una modelo y actriz colombiana, radicada en Europa.

## Biografía
Sus primeras participaciones fueron en el programa Padres e hijos, hasta que en 2004, obtuvo un papel muy importante en la telenovela Todos quieren con Marilyn, en donde interpretaba a Íngrid, una prostituta amiga de la protagonista, este personaje la hizo ganadora del premio TVyNovelas como actriz revelación del 2005. A partir de este reconocimiento trabajó continuamente en diferentes novelas y series de los canales colombianos RCN y Caracol TV.
En el año 2007 tuvo a su primer y único hijo, Sebastián Cardona, con el director Juancho Cardona, cuya relación tuvo una duración de aproximadamente cinco años.
Entre 2010 y 2012 fue una de las protagonistas de la serie A corazón abierto, del Canal RCN, que fue una serie que tuvo un importante éxito nacional.
En el año 2013 fue una de las protagonistas de la serie Doctor Mata dirigida por el reconocido director Sergio Cabrera.
Vive en Europa desde el año 2015.

## Filmografía

### Televisión
- Padres e hijos (2002-2003) — Andrea Cortez
- Todos quieren con Marilyn (2004) — Gladys Guáqueta "Ingrid"
- El baile de la vida (2005) — Carmenza Angarita
- Ciudad Bendita (2006)
- Sobregiro de amor (2007) — Catalina
- Las trampas del amor (2009) — Norma Castellanos
- Verano en Venecia (2009) — Rossy Romero (joven)
- La bruja (2011) — Manuela Burra Loca
- A corazón abierto (2010-2011) — Isabel "Isa" Henao
- Dr. Mata (2014) — Lucía Naranjo de Matallana
- Secretos del paraíso (2014-2015)

## Premios y nominaciones

### Premios TVyNovelas
| Año  | Categoría               | Telenovela o serie        | Resultado |
| ---- | ----------------------- | ------------------------- | --------- |
| 2004 | Mejor actriz revelación | Todos quieren con Marilyn | Ganadora  |

### Premios India Catalina
| Año  | Categoría               | Telenovela o serie | Resultado |
| ---- | ----------------------- | ------------------ | --------- |
| 2015 | Mejor actriz de reparto | Dr. Mata           | Nominada  |